# 1908 w sztukach plastycznych

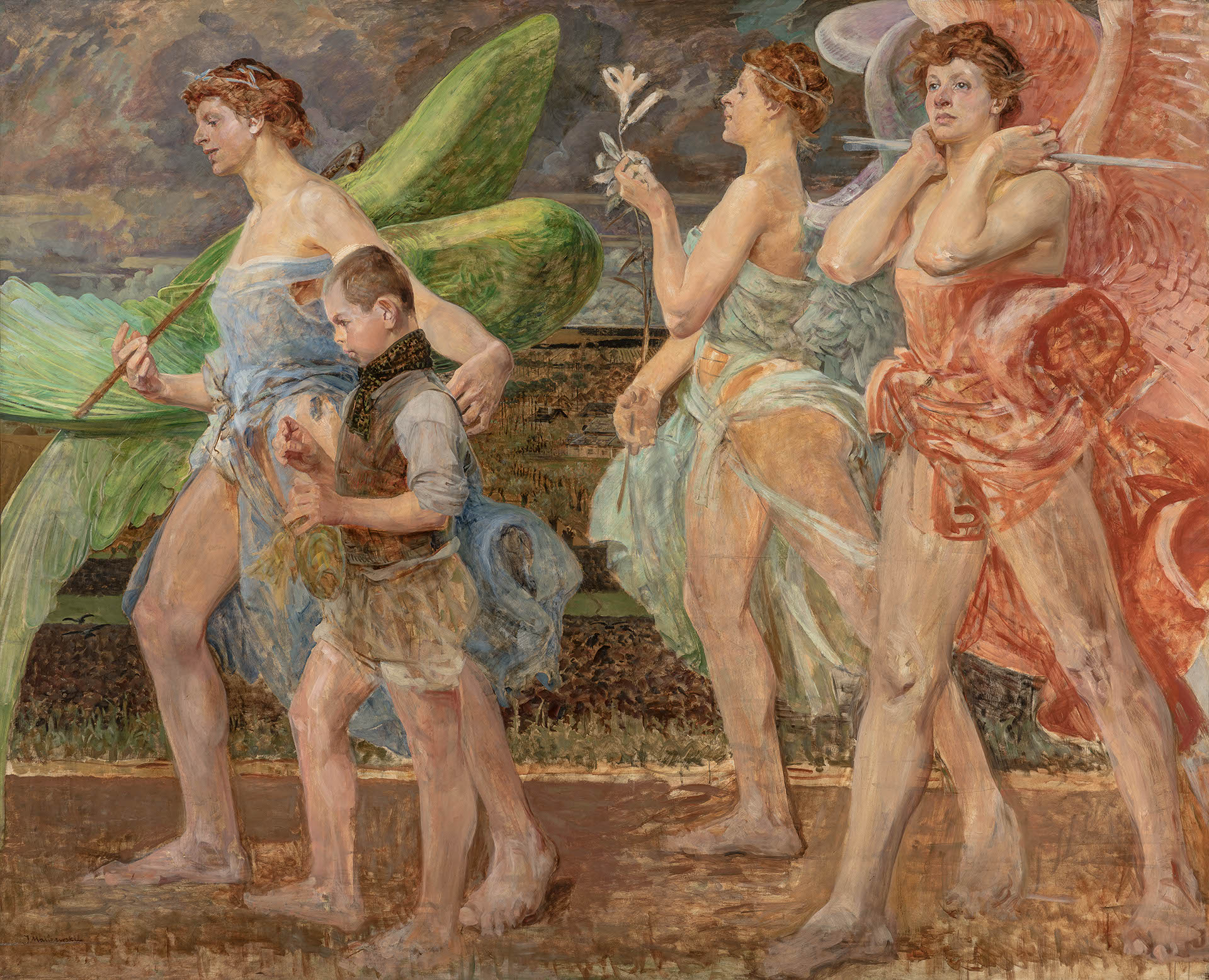
Jacek Malczewski Tobiasz z aniołami

Wydarzenia w sztukach plastycznych i wizualnych w 1908 roku.

## Wydarzenia
- Krytyk Louis Vauxcelles utworzył termin „kubizm”[1].

## Malarstwo
- Marc Chagall

Czerwony akt – olej na płótnie
- Julian Fałat

Ogród – akwarela na tekturze, 34,5x70 cm
Cmentarz w Leoben – akwarela na papierze, 43x78 cm
- Jacek Malczewski

Tobiasz z aniołami (ok. 1908) – olej na desce, 197×244 cm
- Amedeo Modigliani

Żydówka
Nagie popiersie młodej dziewczyny (Mała Jeanne)
- Claude Monet

S. Giorgio Magiore o brzasku
- Leon Wyczółkowski

Akt (ok. 1908) – olej na płótnie, 53,5x87 cm

## Urodzeni
- Juliusz Majerski (zm. 1982), polski malarz
- 27 stycznia – Jan Chryzostom Ciemniewski (zm. 1978), polski malarz
- 28 lutego – Jan Betley (zm. 1980), polski malarz
- 4 marca – Kazimierz Kopczyński (zm. 1992), polski malarz
- 1 kwietnia – Józef Rajnfeld (zm. 1940), polski malarz
- 24 kwietnia - Józef Gosławski (zm. 1963), polski rzeźbiarz i medalier
- 1 czerwca – Jan Bernasiewicz (zm. 1984), polski rzeźbiarz
- 28 sierpnia – Wacław Boratyński (zm. 1939), polski malarz i grafik
- 6 września – Korczak Ziółkowski (zm. 1982), amerykański rzeźbiarz
- 20 listopada – Bernard Frydrysiak (zm. 1970), polski malarz i grafik
- 24 grudnia – Adam Marczyński (zm. 1985), polski malarz i grafik

## Zmarli
- Samuel Hirszenberg (ur. 1865), polski malarz
- Francesco Jacovacci (ur. 1838), włoski malarz
- 13 stycznia - Gahō Hashimoto (ur. 1835), japoński malarz
- 30 czerwca – Thomas Hill (ur. 1829), amerykański malarz